# والتر روبنسون
والتر روبنسون (بالإنجليزية: Walter Robinson)‏ (29 نوفمبر 1851 - 14 أغسطس 1919) هو لاعب كريكت بريطاني (وحمل سابقاً جنسية المملكة المتحدة لبريطانيا العظمى وأيرلندا).